# Carolco Pictures

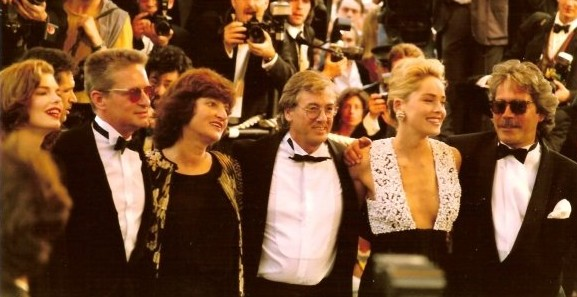
Mario Kassar, längst till höger, med skådespelare och regissör från filmen Basic Instinct – iskallt begär vid 1992 års filmfestival i Cannes.

Carolco Pictures, Inc. var ett amerikanskt filmbolag som var verksamt åren 1976–1995. 

## Bakgrund
Företaget grundades 1976 av den italiensk-libanesiske investeraren Mario Kassar (1951–) och den ungersk-judiske amerikanske filmproducenten Andrew Vajna (1944–2019) som året innan hade träffats på 1975 års filmfestival i Cannes.
Namnet "Carolco" köptes från ett skrinlagt företag i Panama och enligt Kassar "betyder det ingenting".

## Uppgång och fall
Under en tioårsperiod från mitten på 1980-talet till mitten på 1990-talet gick Carolco Pictures från att producera påkostade filmer som de tre första Rambo-filmerna, Total Recall, Terminator 2 – Domedagen, Basic Instinct – iskallt begär, Universal Soldier, Cliffhanger och Stargate, till ett stort finansiellt fiasko med äventyrskomedin Cutthroat Island. Företaget gick i konkurs 1995 och namnet och tillgångarna köptes senare av det franska filmbolaget StudioCanal.

## Filmografi (urval)
- 1976 – Örnen har landat
- 1977 – Biljett till helvetet
- 1978 – Hämndens ögon
- 1980 – Hämnd ur det förflutna
- 1980 – Shōgun (TV-serie)
- 1981 – Den sista matchen
- 1982 – First Blood
- 1985 – Rambo – First Blood II
- 1987 – Angel Heart
- 1988 – Rambo III
- 1988 – Red Heat
- 1988 – They Live
- 1989 – Lock Up
- 1989 – Music Box – skuggor ur det förflutna
- 1990 – Air America
- 1990 – Farligt möte
- 1990 – Jacobs inferno
- 1990 – Total Recall
- 1991 – L.A. Story
- 1991 – Terminator 2 – Domedagen
- 1991 – The Doors
- 1992 – Basic Instinct – iskallt begär
- 1992 – Chaplin
- 1992 – Universal Soldier
- 1993 – Cliffhanger
- 1994 – Stargate
- 1994 – Wagons East!
- 1995 – Cutthroat Island
- 1995 – Showgirls